# Complesso monumentale delle Murate
Il Complesso monumentale delle Murate si trova a Firenze, in un quadrilatero compreso tra via Ghibellina, via dell'Agnolo e viale della Giovine Italia. Occupa circa 14.500 m².
Al 2018 comprende: un ex monastero quattrocentesco che ha svolto funzioni carcerarie dal 1883 al 1985; due piazze (piazza delle Murate, ad est, e piazza della Madonna della Neve, ad ovest), una via (via delle vecchie Carceri), un ampio cortile destinato a parcheggio e una cappella (Cappella della Madonna della Neve). Al piano terra si trovano attività commerciali, ristorative e ricreative, luoghi di aggregazione, locali espositivi, residenze d'artista, uffici pubblici e un'area dedicata alla formazione digitale. Ai piani superiori sono stati realizzati appartamenti di edilizia popolare. Alcuni spazi sono in attesa di riqualificazione.
Si accede al complesso da via Ghibellina ai numeri 2, 4, 6, 8, 10, 12, 14 e 16, da via dell'Agnolo 1 (interni da 1A a 1M) e dal viale della Giovine Italia.

## Storia

### Monastero delle Murate
Nel 1390 il Comune concesse ad una giovane donna di nome Apollonia, già compagna di santa Caterina da Siena, di vivere in una casupola in legno a ridosso del secondo pilone del "Ponte Rubaconte", l'attuale ponte alle Grazie. Dopo sei anni vissuti in totale solitudine, Apollonia accolse un'altra donna, suor Agata, e la sua nipotina di tre anni. Nel 1400, sentendo il bisogno di staccarsi totalmente dal mondo, si fecero murare all'interno della casina, vivendo di elemosine, in condizioni di estremo disagio, in balia di ogni piena dell'Arno. In breve altre donne seguirono il loro esempio e occuparono la casina di un altro pilone; la gente del tempo, colpita da una scelta così radicale, nei loro confronti prese ad usare l'appellativo "Murate". Affinché la reclusione volontaria non le privasse dei sacramenti e della messa, all'interno di una delle casupole fecero costruire una cappellina molto piccola, appena capiente per un altarino, il parroco e il chierico.

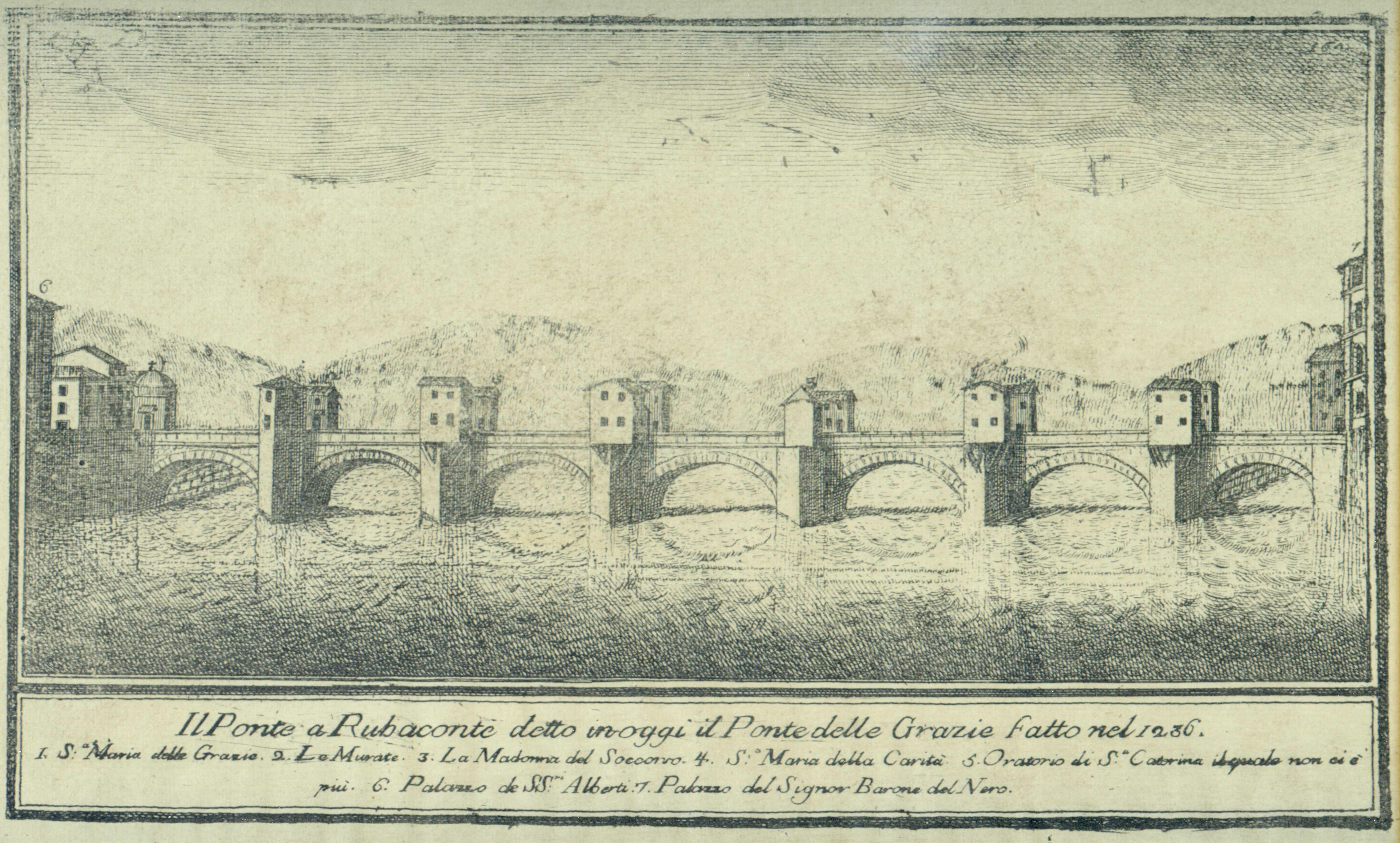
Ponte a Rubaconte

Nel 1420 il numero delle religiose recluse era salito a 13. Papa Martino V, passando da Firenze, rimase colpito da tanto sacrificio e concesse loro un'indulgenza plenaria che accrebbe il loro credito presso i cittadini. Nel 1424 un certo abate Gomezio benedettino, nominato dal papa riformatore di tutti i monasteri di Firenze, si impegnò a promuovere gli interessi sia spirituali sia temporali delle "Murate" e il 13 dicembre, con una solenne processione, le fece trasferire in via Ghibellina in una casa ricevuta in eredità da benefattori locali e adattata a piccolo monastero. In qualità di fondatore, padre spirituale e legislatore del monastero, Gomezio vi introdusse la regola benedettina, impose la tonaca nera (sul pilone le monache erano vestite di bianco) e lo intitolò alla "Santissima Nunziata" in onore di una delle poche immagini possedute dalle consorelle. Anche nella nuova sede la gente continuò a chiamarle "le donne delle murate". Il primo piccolo monastero sul pilone verrà completamente distrutto dalla piena del 1557.
Nel 1434 papa Eugenio IV stabilì la loro dipendenza diretta da Roma, privilegio che conferì loro grande considerazione e prestigio. Ma crescendo velocemente il numero delle consorelle, l'ambiente risultava comunque angusto.

#### La nuova fabbrica

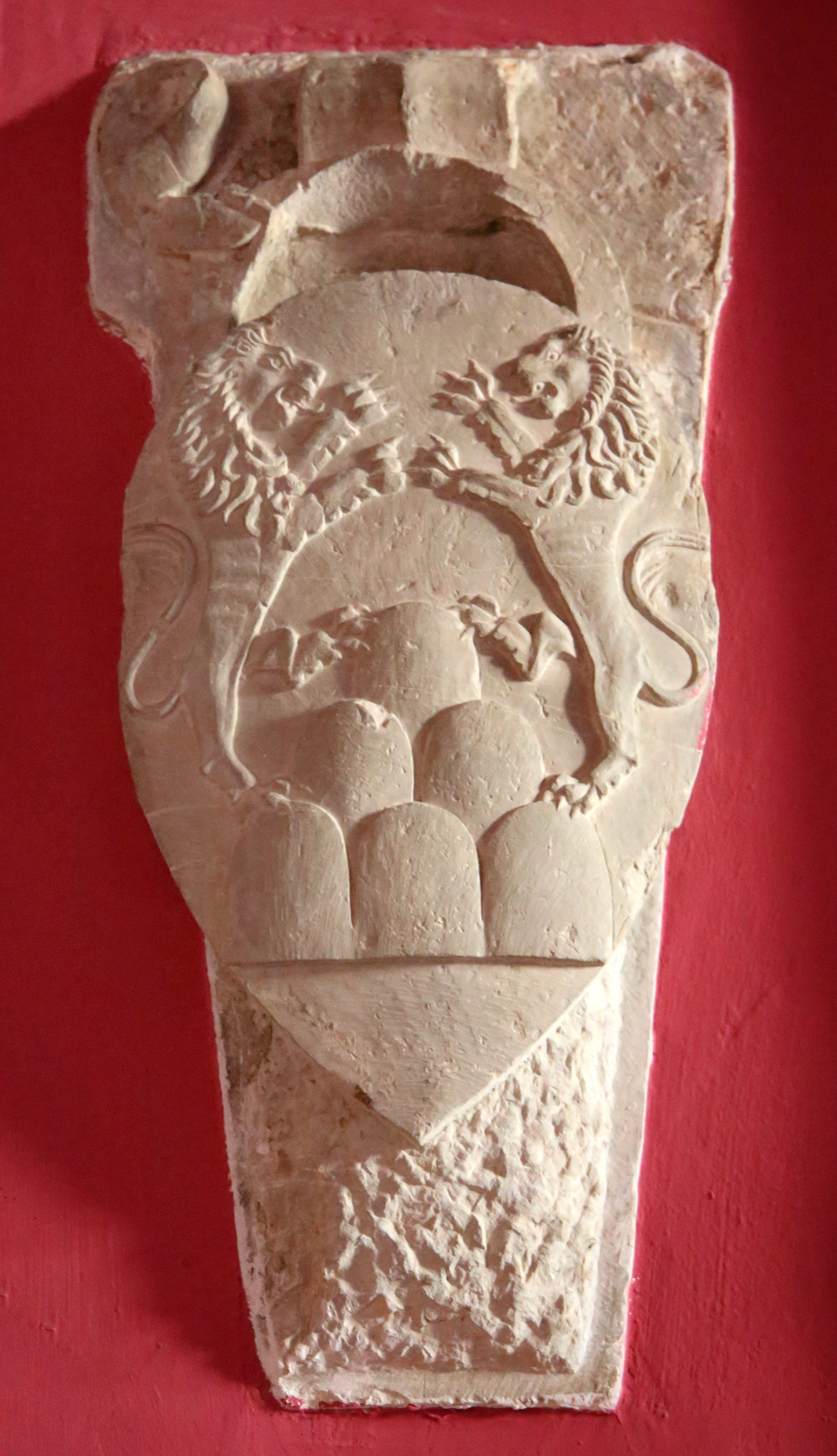
Stemma araldico della famiglia Benci: un monte a sei cime e due leoni rampanti affrontati

Fra il 1439 e il 1443 venne realizzato il nuovo monastero patrocinato da Giovanni di Amerigo Benci del Sanna, esponente di una famiglia di mercanti che, come altre importanti famiglie, era solita investire in opere grandiose allo scopo di affermare il proprio prestigio.
Nel 1464 altri benefattori furono i Lenzi, donarono orti, terreni e case contigue al monastero. In futuro, generosi di elemosine furono anche la granduchessa Eleonora da Toledo, il granduca Cosimo I e i papi Leone X e Paolo IV.
Il cenobio venne ristrutturato e ingrandito una prima volta nel 1471 da Lorenzo de' Medici a seguito di un incendio. Il fulcro della nuova costruzione era un grande chiostro centrale chiuso da edifici su tre lati, e dalla chiesa su via Ghibellina, come testimoniato dalla veduta della Pianta della Catena di Francesco Rosselli. Probabilmente di questo periodo furono gli interventi artistici di Mino da Fiesole, del Ghirlandaio e di Cosimo Rosselli. Aumentando gli spazi, altre donne e "nobili fanciulle", attirate dalla fama di santità del luogo, vi cercarono accoglienza. Vivevano nel benessere, si dedicavano a lavori manuali e a ricami finissimi in oro e argento su seta, attività che dette loro una discreta notorietà, ma che attirò feroci critiche da parte del Savonarola.

#### Le monache di buona famiglia
Dalla seconda metà del Quattrocento e per tutto il Cinquecento, il monastero ospitò le figlie delle più insigni famiglie italiane dell'epoca (Sforza, Gonzaga, Este, Piccolomini, Cybo, Da Varano, Orsini, Farnese, Da Montefeltro...) divenendo un importante crocevia culturale. Nel 1478 ospitò Caterina Sforza, la madre di Giovanni delle Bande Nere che vi morì e fu sepolta nella chiesa. Un'altra ospite illustre di soli otto anni fu Caterina de' Medici; in quanto parente di papa Clemente VII, la bambina si trovò in serio pericolo durante la ribellione dei fiorentini verso il governo del cardinal Passerini imposto dal papa, ribellione che culminò con l'assedio di Firenze. Venne accolta e amorevolmente protetta dalle monache dal 1527 al 1530, fin quando, per volere della Signoria, fu costretta a trasferirsi e fu tenuta in ostaggio al convento di Santa Lucia. Il papa ricompensò con generosità Le Murate, la stessa Caterina rimase loro molto legata, tanto che con atto solenne del 14 giugno 1584 fece loro dono di una fattoria in Valdelsa, detta di "Santa Maria a Lancialberti".

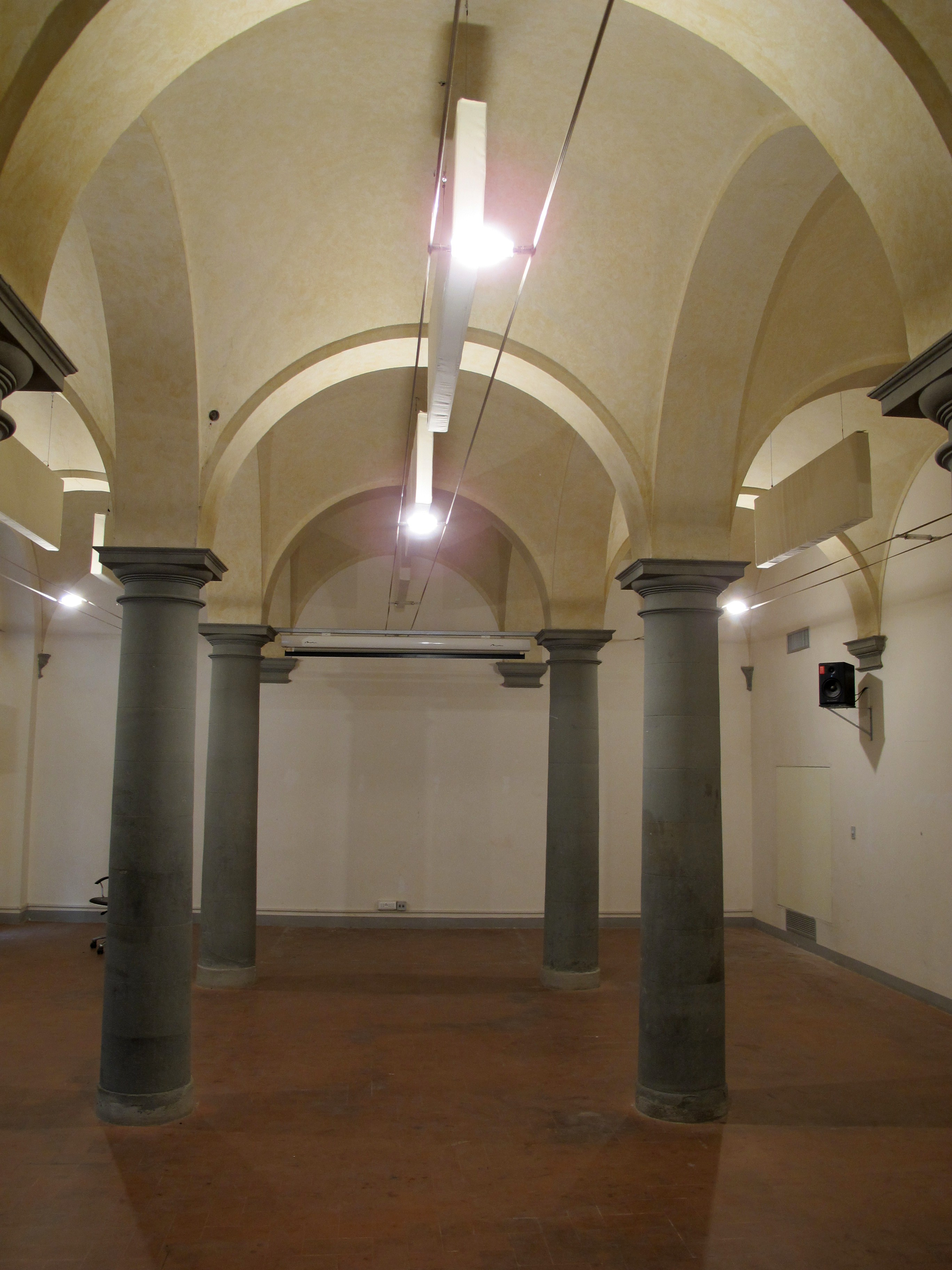
Sala delle colonne

L'alluvione del 1557 provocò una vittima tra le religiose, il crollo del muro dell'orto e la distruzione della chiesa, inoltre preziose suppellettili sacre, quadri e libri andarono perduti. Un busto raffigurante Maria col Bambino, scolpito da Desiderio da Settignano, venne salvato in extremis dalle acque e fu collocato esternamente al nuovo muro di recinzione sotto un tabernacolo; in seguito gli furono attribuiti "strepitosi miracoli" che favorirono abbondanti elemosine e consentirono la costruzione di una nuova chiesa.
Nel 1574 Francesco I de' Medici vi fece rinchiudere la matrigna Camilla Martelli, moglie morganatica del padre Cosimo I, immediatamente dopo la sua morte. Le fu concesso di uscire solo per assistere alle nozze della figlia Virginia col duca Cesare d'Este. Vi rimase quattro mesi, poi, tanta era la sua afflizione che venne trasferita al monastero di Santa Monaca dove era già stata educata da bambina e dove trascorse la sua vedovanza fino alla morte.
Vi entrarono inoltre le figlie di don Pietro de' Medici, avute illegittimamente in Spagna.
Nel 1587 venne costruita lungo via Ghibellina una cappella denominata Sanctae Mariae ad Nives; al suo interno venne sistemato il busto marmoreo miracoloso, oggetto di culto e donazioni.

#### Gli ultimi anni
Ingenti lavori furono effettuati anche durante tutta la prima metà del Seicento: opere architettoniche di Giulio Parigi e decorazioni pittoriche di Matteo Rosselli, Lorenzo Lippi e forse di Jacopo da Empoli. Non si registrarono eventi significativi durante gran parte del Settecento, fatta eccezione dopo il 1725, anno della ristrutturazione della chiesa: ne venne ridotta la lunghezza, furono restaurati gli altari laterali e venne decorata la volta con prospettive architettoniche ad opera del quadraturista Giuseppe Del Moro e del figurista Giuseppe Gricci.
Nel 1789 numerose consorelle del soppresso cenobio di San Pier Maggiore si trasferirono alle Murate, che risultava essere uno dei monasteri fiorentini più ampi: un microcosmo con svariati corpi di fabbrica, laboratori, chiostri, dormitori e refettori. Il suo tramonto fu determinato dalla soppressione delle corporazioni religiose voluta del governo francese. Al momento della chiusura definitiva nel 1817 le consorelle presenti erano 246.
Il Richa, che pure vide la chiesa impoverita dalle alluvioni, vi ricordò opere di Filippo Lippi (l'Annunciazione delle Murate), di Lippo Memmi, Mino da Fiesole, Baccio da Montelupo, un grande organo monumentale e un altare argenteo donato da una consorella della famiglia dei Medici.

### Carcere le Murate

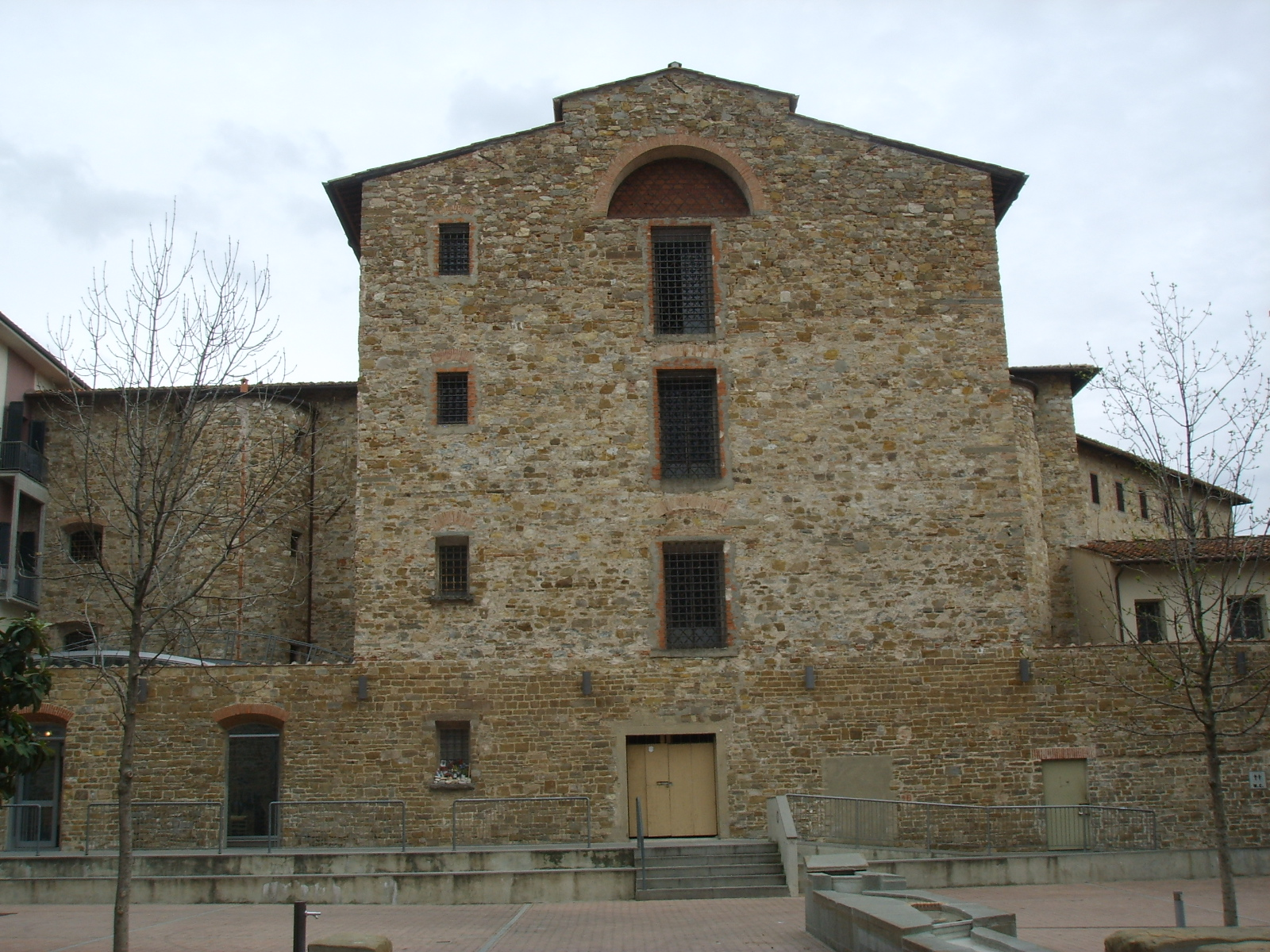
Lato ovest del panopticon

Con la soppressione delle corporazioni religiose ordinate dal governo napoleonico nel 1808, le Murate iniziarono una progressiva trasformazione favorita dalle dichiarazioni di inalienabilità decise nel 1817 e poi confermate nel 1830.

#### Ottocento
Tra il 1817 al 1845 gli spazi del complesso ospitarono una caserma e una fabbrica di fuochi di artificio; nel 1815 vi alloggiarono le truppe austroungariche di passaggio verso Roma, in procinto di partecipare alla Guerra austro-napoletana. Nel 1817 parte dell'edificio fu assegnato alla Pia Casa del lavoro e parte fu adibito ad abitazioni private. Dopo il 1827 la chiesa venne affittata come studio allo scultore Lorenzo Bartolini, con conseguente sconsacrazione.
Quando fu decisa la chiusura del Carcere delle stinche ed il riuso degli spazi per la creazione di un teatro, di una sala per la Società filarmonica fiorentina e di una scuderia, i detenuti furono temporaneamente sistemati in un convento a San Gimignano. Intanto iniziavano i lavori per adattare Le Murate a carcere, secondo una visione illuminata della politica carceraria espressa dalle teorie di Cesare Beccaria che avevano portato alla riforma del codice di Pietro Leopoldo.
L'architetto Domenico Giraldi mise a punto un progetto innovativo, volto alla realizzazione di un carcere di tipo ispettivo, o panopticon, un modello che necessitava di pochi carcerieri per il controllo di molti detenuti.
L'istituzione della "Casa di correzione per Maschi" venne ufficialmente varata con sovrana risoluzione del 1º  aprile 1832; il Granduca Leopoldo II ne affidò i lavori all'architetto Felice Bartolini.
L'organizzazione degli spazi prevedeva celle per i detenuti adulti, mentre i minori erano reclusi in un unico ambiente destinato a laboratorio; qui venivano svolte anche le attività rieducative previste dalla riforma; l'assistenza spirituale era affidata a due religiosi.
Nel 1843 venne aperta anche una stamperia. Successivamente furono eseguiti altri ampliamenti e nel 1848 le carceri assunsero il nome di Stabilimento penitenziario di Firenze. Dal 1º gennaio 1837 al 1º gennaio 1843 vi furono reclusi 560 detenuti.
Negli anni precedenti l'Unità d'Italia molti patrioti vi scontarono pene più o meno lunghe, tra loro anche Francesco Domenico Guerrazzi e Enrico Montazio.

#### Novecento
Nei primi decenni del XX secolo fu luogo di detenzione di anarchici e socialisti, tra cui Alessandro Scopetani, Eugenio Ciacchi, Giuseppe Pescetti, Errico Malatesta, e di antifascisti come Gaetano Salvemini, Alcide De Gasperi, Nello Rosselli, Carlo Ludovico Ragghianti, Carlo Levi e Guido Calogero.
Alla fine della seconda guerra mondiale, sotto la direzione di Giovan Battista Mazzarisi, il carcere Le Murate si distinse come sede detentiva in cui non venivano inflitte torture, contrariamente a quanto accadeva a Villa Triste per mano della Banda Carità.
Il direttore ebbe contatti con la Resistenza e più volte si oppose ai trasferimenti dei detenuti a Villa Triste, finendo per essere ricercato dalla polizia tedesca e costretto quindi ad abbandonare la direzione del carcere. Dopo la liberazione di Firenze, Mazzarisi poté assumere di nuovo l'incarico per volontà di Carlo Ludovico Ragghianti, presidente del CTLN (Comitato toscano di liberazione nazionale), confermato dal Comando alleato; fu competente anche per le carceri delle provincie di Firenze, Siena e Arezzo.
Tra maggio e giugno 1945 fra i detenuti scoppiarono diverse rivolte con tentativi di evasione, a causa del sovraffollamento, della scarsità del cibo e delle numerose restrizioni personali a cui erano sottoposti. Un'evasione consistente si ebbe durante l'alluvione del 1966: quando l'acqua raggiunse i 4 metri e vennero aperte le celle del piano terra, 83 detenuti scapparono. Alcuni si adoperarono per prestare soccorso agli anziani in Borgo dei Greci immobilizzati dall'acqua alta; altri salvarono i detenuti in pericolo, le guardie e i figli di un ispettore carcerario rimasti intrappolati in locali al piano terra: tra questi vi erano Antonio Spavone e Alessandro D'Ortenzi, i quali furono anche premiati per ciò. Nei giorni successivi molti di loro rientrarono o furono catturati. A quegli eventi è stata dedicata una lapide nel 2017:
| IL 4 NOVEMBRE LA FURIA DELL'ARNO COLPÌ ANCHE LE CARCERI FIORENTINE PORTANDO DEVASTAZIONE E UN LUTTO TRA I DETENUTI DELLE MURATE DUE GIORNI DOPO SCOPPIÒ UNA VIOLENTA RIVOLTA CHE NON SFOCIÒ IN UN BAGNO DI SANGUE SOLO GRAZIE ALLA LUNGA TRATTATIVA PORTATA AVANTI IN QUESTO CORTILE DAL DIRETTORE MICHELE FERLITO CON CORAGGIO, UMANITÀ RISPETTO E PROFESSIONALITÀ IL COMUNE DI FIRENZE POSE IL 4 NOVEMBRE 2017 |

Durante gli "anni di piombo" ci furono momenti di forti tensioni per le condizioni carcerarie diventate sempre più intollerabili e disumane: notizie in merito a ingiustizie e abusi, torture e maltrattamenti durante gli interrogatori e la detenzione, cominciarono a trapelare fuori dal carcere; nacque così un movimento di estrema sinistra Soccorso rosso, per fornire assistenza legale, economica e monitorare le condizioni carcerarie dei militanti della sinistra extraparlamentare reclusi. La riforma carceraria, molte volte auspicata e promessa, tardava ad arrivare e la tensione fra i detenuti era altissima.
Nella notte fra il 23 e il 24 febbraio 1974 esplose la rabbia, i prigionieri salirono sul tetto e gli agenti di custodia non esitarono a sparare uccidendo un detenuto ventenne; la tragedia fomentò ancor più gli animi dei contestatori. Le forze dell'ordine entrarono per sedare la rivolta mentre in Via Ghibellina e in via dell'Agnolo gruppi extraparlamentari, altri manifestanti e gente del quartiere, per tutta la notte ingaggiarono duri scontri con la polizia. L'intero quartiere di Santa Croce venne invaso dal fumo dei lacrimogeni e dai rastrellamenti.
Vi si svolse anche un importante capitolo della storia del Partito Radicale: esponenti e dirigenti accusati di procurato aborto nel corso della battaglia radicale sull'interruzione di gravidanza, furono trasferiti e rinchiusi a Firenze: Giorgio Conciani e Gianfranco Spadaccia a Le Murate, Adele Faccio a Santa Verdiana.
Alla sua chiusura nel 1984 erano presenti circa 600 detenuti che furono trasferiti nel nuovo carcere di Sollicciano nato dopo la riforma carceraria Gozzini del 1986. Fino all'ultimo le condizioni igienico-sanitarie e umane dei reclusi alle Murate furono pessime: nelle piccole celle (grandi poco meno di 9 metri quadri ognuna)  il detenuto dormiva su di un tavolaccio ricoperto di paglia; i servizi igienici, al momento della chiusura del complesso, erano costituiti da un wc ed un piccolo lavabo.

#### Recupero edilizio e funzionale dell'ex carcere
Il recupero edilizio e funzionale dell'ex carcere delle Murate è iniziato nel 2001 e ha consentito che una vasta area del centro storico di Firenze da sempre inaccessibile, adibita prima a monastero poi a carcere e inutilizzata dal 1984, divenisse parte integrante della città.

## Descrizione

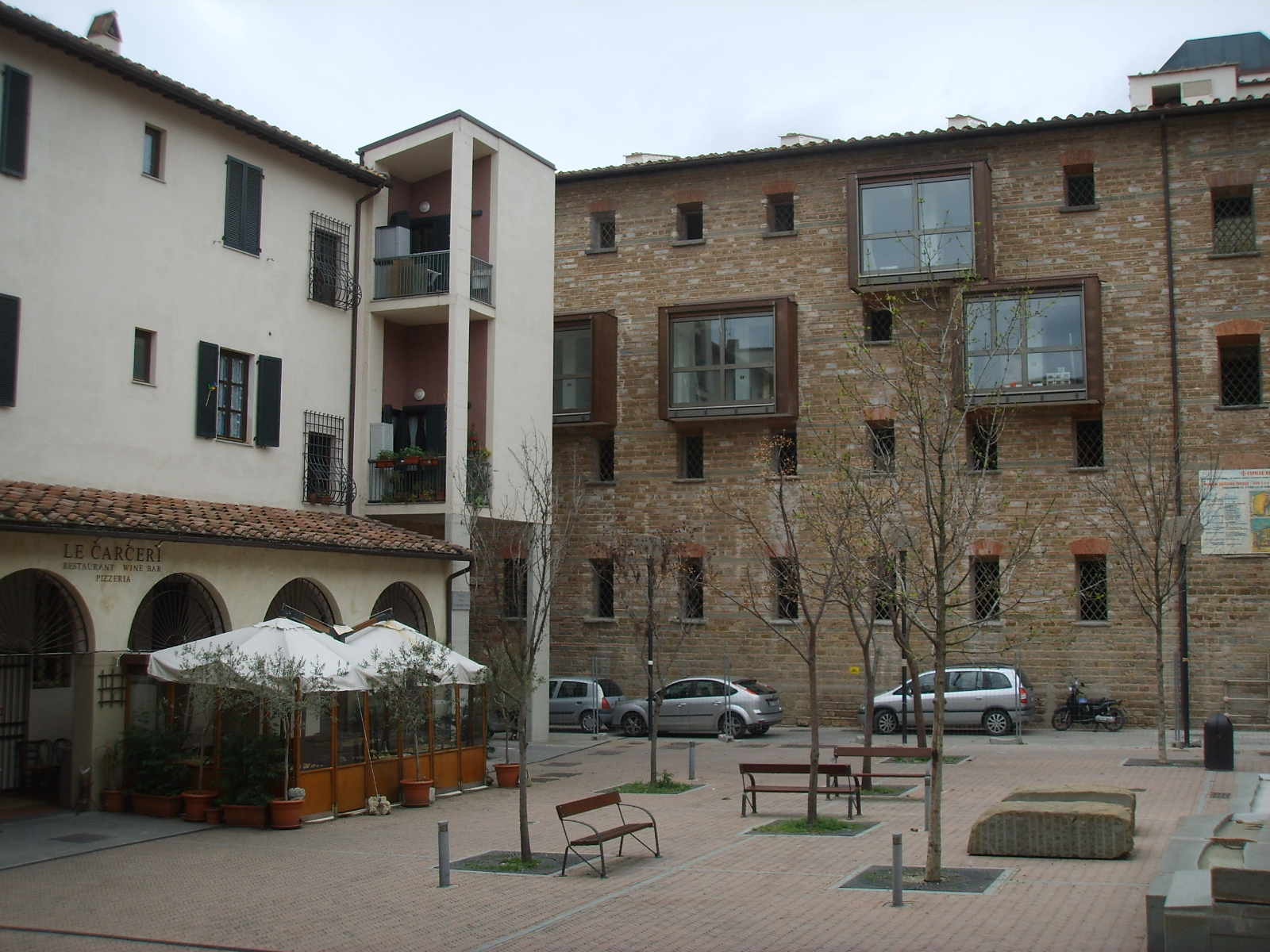
Piazza Santa Maria della Neve lato sud

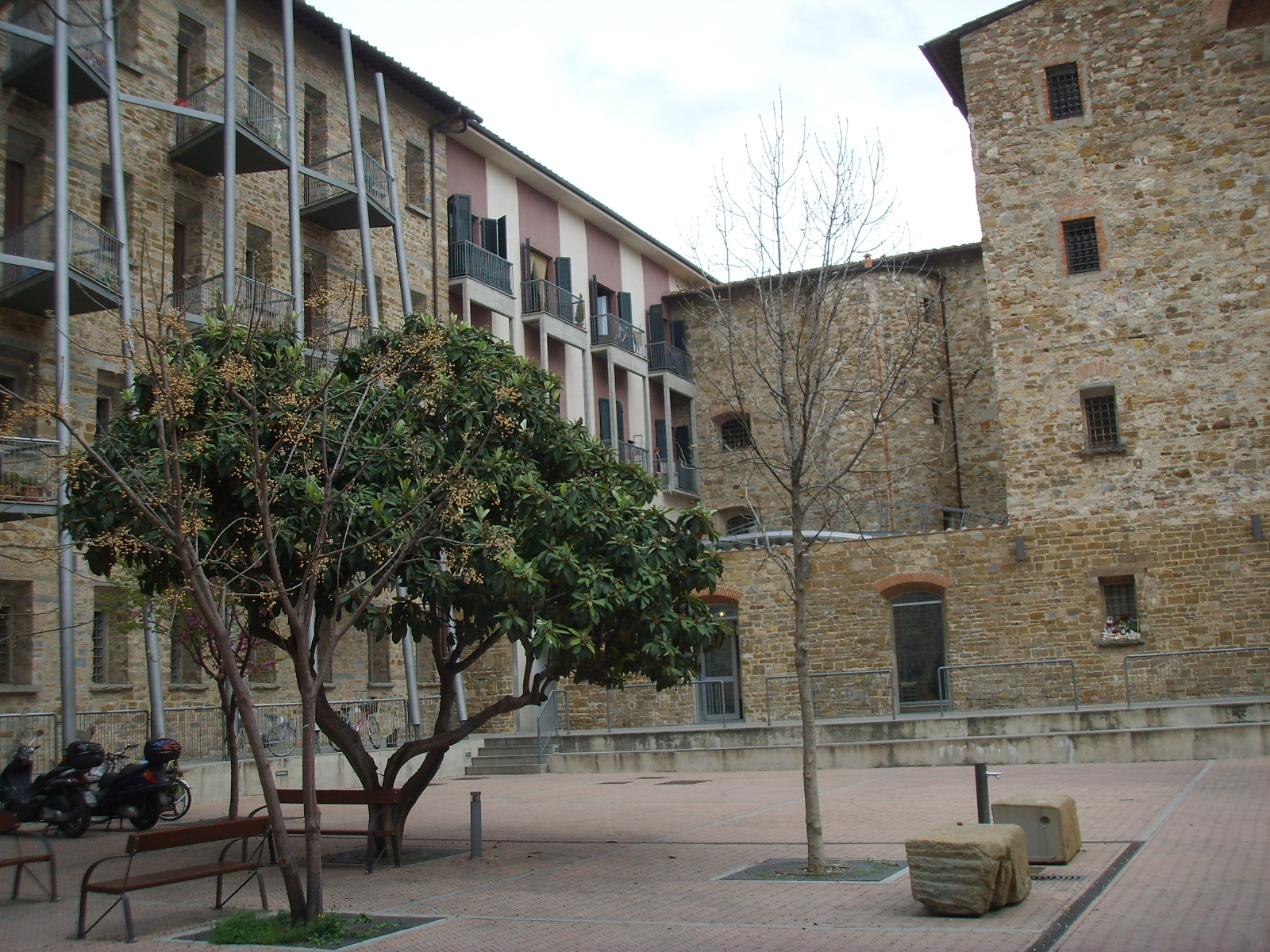
Piazza Santa Maria della Neve lato est

La superficie complessiva dell'intervento è di 2700 metri quadrati, con 45 alloggi, di dimensioni medio-piccole e un percorso pedonale. La piazza di Santa Maria delle Neve, formata dall'unione di due cortili e dalla demolizione di una struttura esistente per una superficie di circa 2000 metri quadrati, è di fatto il cuore dell'intervento e rappresenta l' "apertura" alla città.
L'intervento di restauro ha restituito questa cittadella a lungo nascosta tra gli alti muri di cinta, rendendo disponibili innumerevoli appartamenti e fondi da destinarsi a uffici e attività commerciali. Più in particolare è stata inizialmente aperta l'area verso il viale della Giovine Italia, destinando il piazzale delimitato dalle mura e dai due bracci carcerari a parcheggio, quindi, procedendo verso il centro della città, sono stati recuperati (primo lotto) i fabbricati alle spalle della cappella di Santa Maria della Neve e attorno al largo spiazzo (accesso dal numero civico 8) che è stato ribattezzato piazza Madonna della Neve (qui è stato aperto anche un ristorante pizzeria).

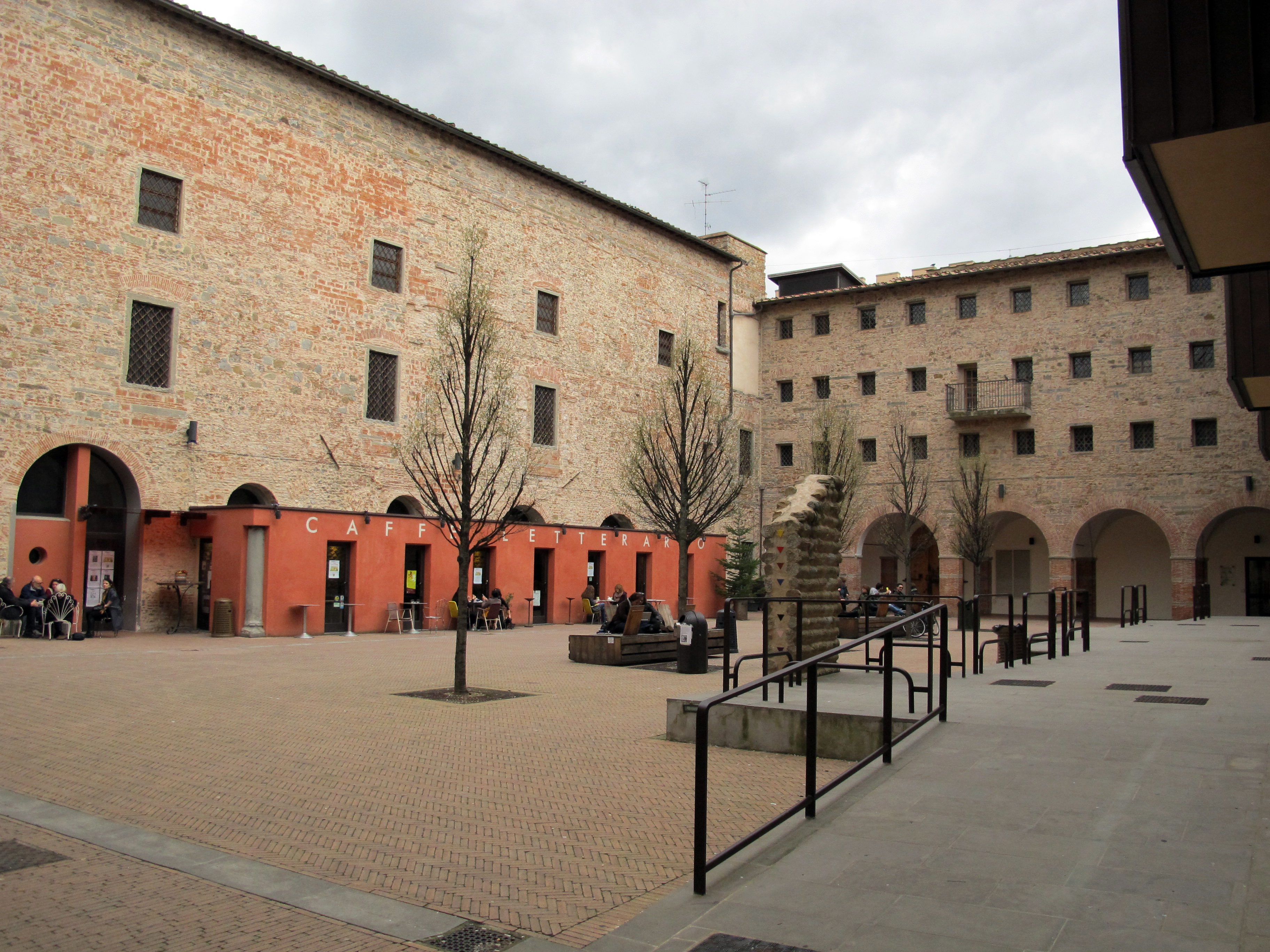
Piazza delle Murate

Il secondo lotto ha interessato il braccio delle celle che taglia la struttura da via Ghibellina a via dell'Agnolo ed i fabbricati prospicienti lo spiazzo ora denominato piazza delle Murate, dove si sono mantenuti i tipici ballatoi propri della struttura carceraria e molte delle antiche porte delle celle, in legno, con il loro complesso sistema di serrature, paletti di sicurezza e spioncini. Ultimo, il completamento del terzo lotto, situato nella zona tra la piazza Madonna della Neve ed il piazzale verso il viale della Giovine Italia.
Lungo la via il complesso si caratterizza ancora per la continuità dell'alto muro di cinta, interrotta in corrispondenza della nuova strada e delle piazze prima richiamate.

### Cappella di Santa Maria della Neve

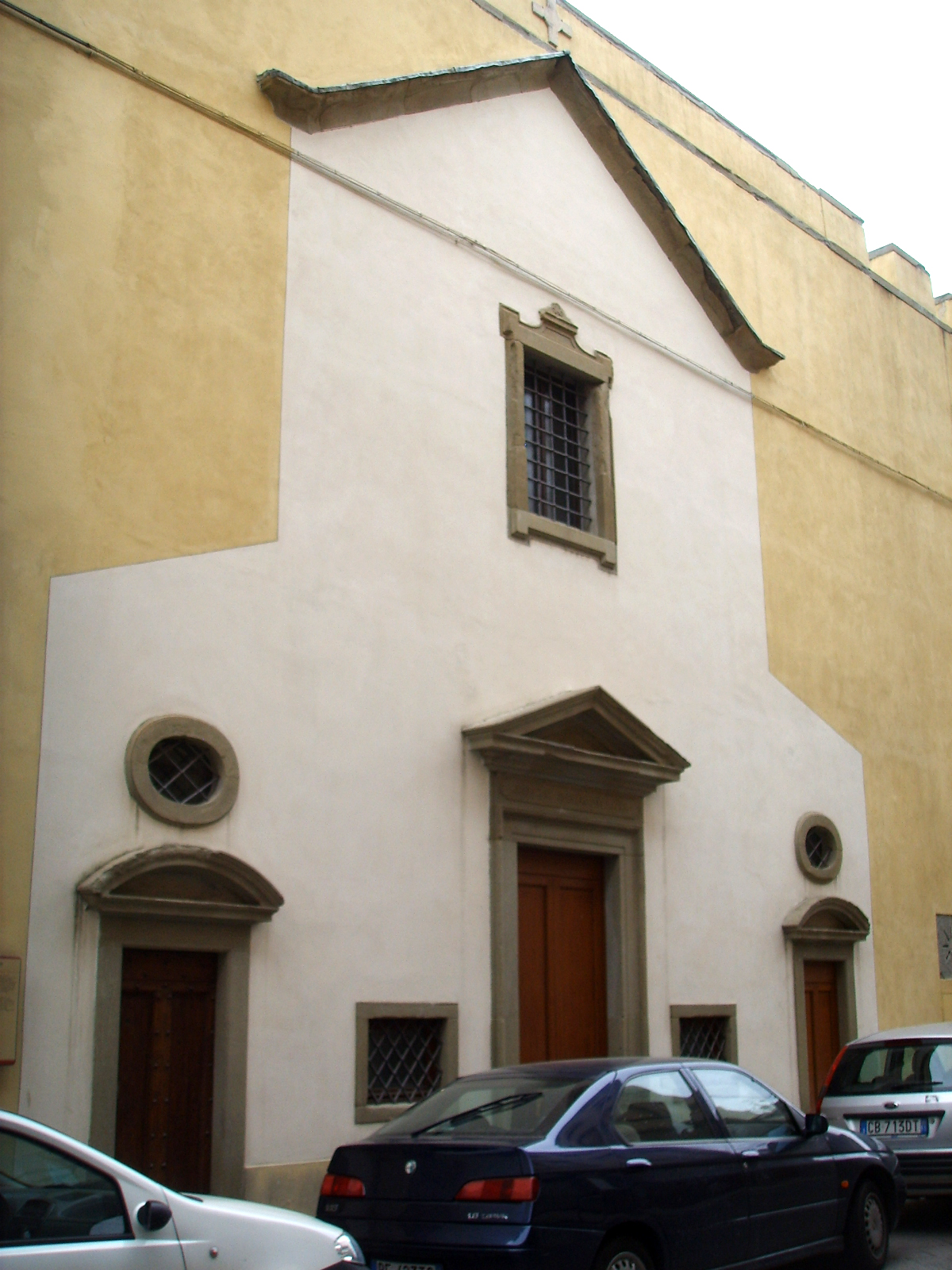
La cappella di Santa Maria della Neve

Inglobata nel muro di cinta (al numero civico 6) è la facciata della cappella di Santa Maria della Neve (tradizionalmente riferita a un progetto di Michelangelo) degli ultimi decenni del Cinquecento. Ne rimane solo la facciata con portale centrale sormontato da timpano e due porte laterali con lunette semicircolari e due finestrelle a oculo. Sulla facciata cuspidata vi è un grande finestrone rettangolare. La cappella sofferse gravissimi danni al tempo dell'alluvione del 1966.

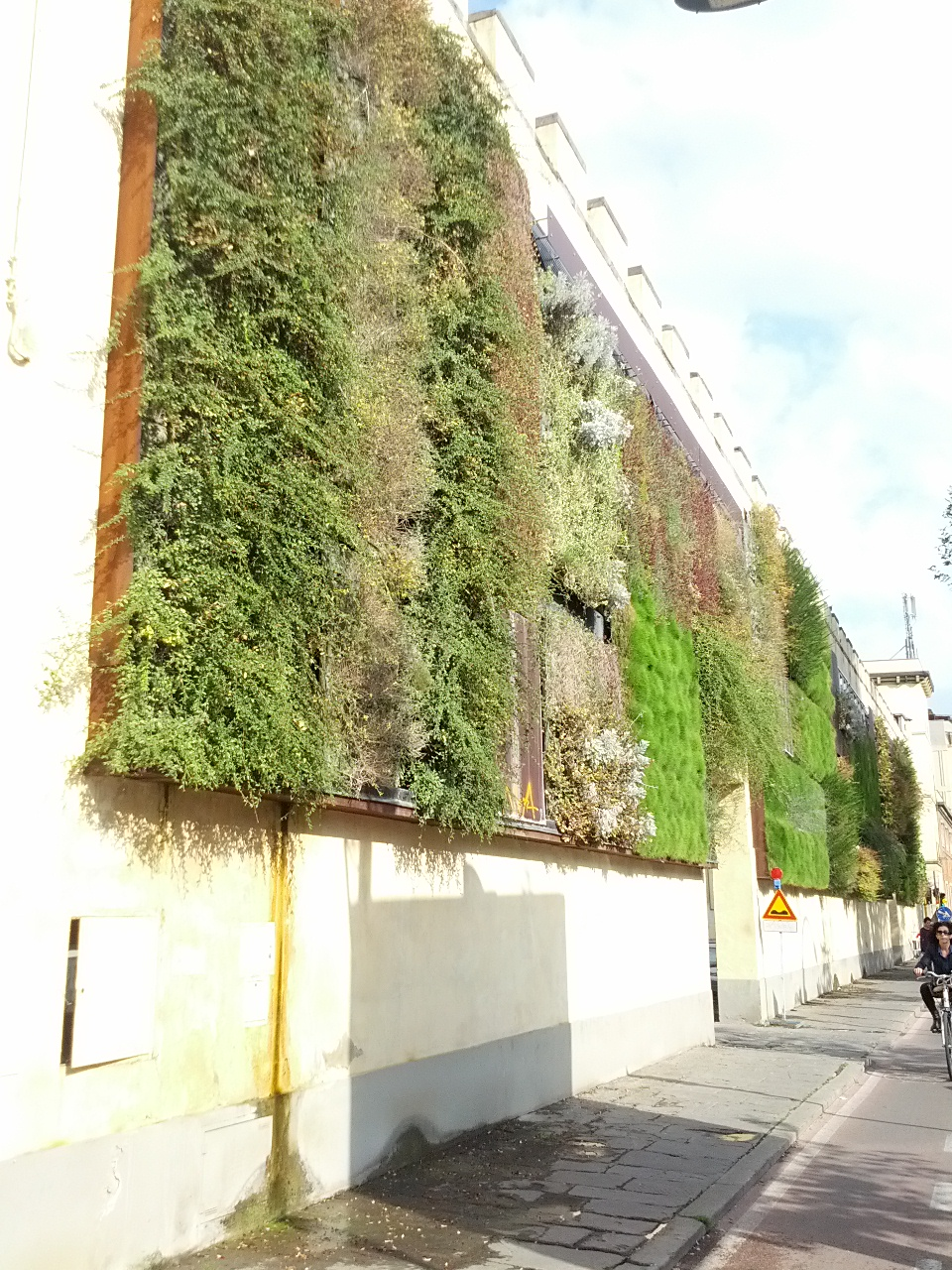
Giardino verticale

### Giardino verticale
Sul viale Giovine Italia era stato allestito nel 2012 un originale giardino pensile verticale. Si trattava di un ‘quadro vegetale’, lungo 70 metri, composto da un sistema di pannelli modulari che contenevano varie piante diverse per colore e per fioritura nel corso delle stagioni: artemisia, bergenia, edera, lavanda, ginepro, rosmarino, abelia, garofano. Durante l'epidemia di COVID-19, nel 2020, si è interrotta la manutenzione periodica e si è guastato il sistema automatico di irrigazione, fattori che hanno causato la morte delle piante.: il giardino è stato smantellato nel maggio 2023

## Opere già alle Murate
- Filippo Lippi, Annunciazione, oggi all'Alte Pinakothek di Monaco di Baviera.
- Giorgio Vasari, Ultima Cena, poi spostata in Santa Croce, gravemente danneggiata dall'alluvione del 1966 e restaurata dall'Opificio delle Pietre Dure.

## In letteratura
Sono ambientate nel carcere delle Murate alcune vicende narrate nei romanzi Metello e Cronache di poveri amanti di Pratolini.